# Adrian Mocanu
Adrian Mocanu (n. 12 mai 1983, Buzău, România) este un politician român, deputat de Buzău în Parlamentul României în mandatele 2008–2012 și 2012–2016 din partea PSD și în mandatul 2016–2020 din partea PMP. În timpul celui de al doilea mandat, a trecut în iulie 2018 la ALDE. A fost reales în 2024, din partea PNL.